# L'Effeuilleur
L'Effeuilleur (The Stripper) est un roman policier de l’écrivain australien Carter Brown publié en 1961 en Australie et aux États-Unis. Le livre paraît en France en 1966 dans la Série noire. La traduction, prétendument "de l'américain", est signée Noël Chassériau. 
C'est une des nombreuses aventures du lieutenant Al Wheeler, bras droit du shérif Lavers dans la ville californienne fictive de Pine City - la vingt-quatrième traduite en français aux Éditions Gallimard. Le héros est aussi le narrateur.

## Résumé
Le shérif Lavers n'arrive pas à convaincre la jeune Patty Keller de regagner sa chambre d'hôtel : sur la corniche extérieure du quinzième étage, elle veut se jeter dans le vide. Al Wheeler pense avoir plus de succès : la jeune femme accepte finalement de regagner la fenêtre où il lui tend la main. Mais soudain, elle se plie en deux et tombe. Affaire banale pour le shérif, mais Al Wheeler a des doutes. Il découvre une agence matrimoniale, où Patty Keller s'était inscrite, un fleuriste avec qui elle avait eu rendez-vous, une cousine dont le métier de strip-teaseuse l'amène dans un milieu qu'il connaît bien mais qui semble très éloigné de la victime. Et il y aura d'autres morts violentes.

## Personnages
- Al Wheeler, lieutenant enquêteur au bureau du shérif de Pine City.
- Le shérif Lavers.
- Le sergent Polnik.
- Annabelle Jackson, secrétaire du shérif.
- Doc Murphy, médecin légiste.
- Patty Keller, la victime.
- Dolores Keller, strip-teaseuse au Club Extravaganza.
- Lena, strip-teaseuse au Club Extravaganza.
- Louis, maître d'hôtel au Club Extravaganza.
- Miles Rovak, patron du Club Extravaganza.
- Steeve Loomas, son employé.
- Jacob Archer et Sarah Archer, de l'agence Club du Bonheur Archer.
- Sherry Rand, secrétaire de l'agence Club du Bonheur Archer.
- Harvey Stern, fleuriste, client du Club du Bonheur Archer.
- Jenny Carter, colocataire d'Annabelle Jackson.

## Édition
- Série noire no 1055, 1966,  (ISBN 2070480550). Réédition : Carré noir no 288 (1978),  (ISBN 2070432882).